# Alberto Beltrame
Alberto Beltrame é um médico e político brasileiro, filiado ao Movimento Democrático Brasileiro (MDB). Foi ministro do Desenvolvimento Social e secretário da Saúde do Estado do Pará.

## Biografia
Formado pela Faculdade de Medicina da Universidade Federal do Rio Grande do Sul (UFRGS), é especialista em pediatria e administração hospitalar e mestre em gestão de sistemas de saúde pela Universidade Estadual do Rio de Janeiro (UERJ).
Foi superintendente regional do Instituto Nacional de Assistência Médica da Previdência Social (INAMPS) no Rio Grande do Sul (1986 a 1990), diretor de assistência médica do Instituto de Previdência do Estado do Rio Grande do Sul (1990 a 1991 e 1994),  diretor-presidente da Fundação Gaúcha do Trabalho e Ação Social (1994 a 1996),  diretor do trabalho na Secretaria Estadual do Trabalho, Cidadania e Assistência Social do Rio Grande do Sul (1996 a 1997), além de superintendente de várias instituições filantrópicas, como o Instituto de Cardiologia do Rio Grande do Sul. Também presidiu o Conselho de Administração do Grupo Hospitalar Conceição, em Porto Alegre.
Entre 1999 e 2003, trabalhou no Ministério da Saúde como coordenador dos sistemas de Alta Complexidade e Nacional de Transplantes e  diretor do Departamento de Redes e Sistemas Assistenciais, tendo também coordenado a Comissão de Serviços de Saúde, do Mercosul. Foi secretário nacional de Atenção à Saúde de 2008 a 2011 e novamente entre outubro de 2015 e maio de 2016.
Ocupou o cargo de secretário-executivo do Ministério do Desenvolvimento Social de 2016 a 2018, sendo indicado pelo presidente Michel Temer para assumir a pasta em abril de 2018, após a saída do ministro Osmar Terra.
Em 2019, foi nomeado secretário de estado da Saúde do Pará pelo governador Helder Barbalho, tomando posse no dia 1° de janeiro.
Em junho de 2020, teve os bens bloqueados pelo ministro Francisco Falcão do STJ, junto com empresários, em uma investigação que mira compra de respiradores imprestáveis para uso hospitalar, durante a pandemia de COVID-19 para fraude e desvio de recursos. No mesmo mês, um juiz da 1º Vara de Fazenda pública de Belém quebrou seus sigilos fiscal e bancário para a investigação na fraude de desvio de recursos na compra desses respiradores.
Deixou o cargo de secretário da Saúde do Pará em 1° de agosto de 2020, renunciando também à presidência do Conselho Nacional dos Secretários de Saúde.